# Ryan Bollinger
Ryan Michael Bollinger (4 de febrero de 1991), de origen americano, es un jugador de béisbol profesional en los New York Yankees.

## Carrera
Nacido en Apple Valley, California, Bollinger asistió a Minot High School en Minot, North Dakota, donde jugó para su equipo de béisbol. Se comprometió a asistir a Iowa Western Community College para jugar béisbol universitario. 
Los Phillies de Filadelfia seleccionaron a Bollinger en la ronda 47, con la selección número 1,247, en el draft de la MLB 2009, como primera base y firmó un contrato con los mismos, en lugar de inscribirse en la universidad.
Los Phillies lo dejaron ir, por lo que pasó a jugar para los Windy City ThunderBolts de la liga fronteriza como lanzador, una liga de béisbol independiente, en 2010. Los Medias Blancas de Chicago compraron su contrato después de la temporada de 2010,  y ocupó el puesto de lanzador para la organización de los Medias Blancas en las temporadas de 2011 a 2013.
En 2014, Bollinger, lanzó para los St. Paul Saints y los Winnipeg Goldeyes de la Asociación Americana de Béisbol Profesional Independiente. Lanzó para los Trois-Rivières Aigles de la Asociación Canadiense-Americana de Béisbol Profesional en los años de 2015 y 2016. En 2017, Bollinger, jugó en la Bundesliga en Alemania para los Discípulos Haar. También, lanzó para los bandidos de Brisbane de la Liga de béisbol australiana durante la temporada 2017-18.
Los Yankees, contrataron a Bollinger para un contrato de ligas menores antes de la temporada de 2018. Comenzó la temporada de 2018 con Scranton / Wilkes-Barre RailRiders de la Clase AAA International League, donde lanzó en dos juegos, y luego lanzó para el Trenton Thunder de la Clase AA Eastern League. Los Yankees, promovieron a Bollinger a las Grandes Ligas el 23 de mayo y lo enviaron de regreso a Trenton al día siguiente, sin que Bollinger hiciera su debut en Grandes Ligas.